# Чертково (Пензенская область)
Чертково — село в Бессоновском районе Пензенской области России. Входит в состав Грабовского сельсовета.

## География
Село находится в центральной части Пензенской области, в пределах западных склонов Приволжской возвышенности, в лесостепной зоне, на берегах реки Колоярки, на расстоянии примерно 7 километров (по прямой) к северо-западу от села Бессоновки, административного центра района. Абсолютная высота — 175 метров над уровнем моря.
Климат
Климат характеризуется как умеренно континентальный, с жарким летом и холодной продолжительной зимой. Средняя температура воздуха самого холодного месяца (января) составляет −12 °C; самого тёплого месяца (июля) — 20 °C. Годовое количество атмосферных осадков составляет около 500 мм. Снежный покров держится в среднем в течение 148 дней в году.

## История
Основано в начале XVIII века на территории Шукшинского стана Пензенского уезда. В 1719 году село Петровское, Чертково тож, находилось в собственности у, стольника Якова Гавриловича Черткова. В 1747 году являлось владением фузилёра Матвея Петровича Черткова (292 ревизских души). В 1782 году имелось 157 дворов, каменная церковь во имя Казанской иконы Божьей Матери, деревянная церковь во имя Николая Чудотворца, деревянный господский дом, две мельницы и две фабрики (полотняная и суконная).
С 1804 года в собственности у Анны Сергеевны Огарёвой, бабушки поэта и философа Николая Платоновича Огарёва, который посещал село несколько раз.
По состоянию на 1911 год Чертково являлось волостным центром в составе Пензенского уезда. Числились крестьянская община, 253 двора, кредитное товарищество, медицинский пункт, ветеринарный пункт, мельница с нефтяным двигателем, семь ветряных мельниц, четыре кузницы, шесть лавок, имение Постникова и сад «промышленного значения».
В 1918 году на базе усадьбы была учреждена коммуна, преобразованная в 1930 году в колхоз «Социализм». В 1955 году в Чертково находилась центральная усадьба колхоза имени Хрущева. В 1980-х годах — центральная усадьба колхоза «Россия».

## Население
| 1710  | 1747  | 1782  | 1864 | 1877  | 1897  | 1911  |
| ----- | ----- | ----- | ---- | ----- | ----- | ----- |
| 108   | ↗584  | ↗1174 | ↘901 | ↗1297 | ↘1280 | ↗1643 |
| 1926  | 1930  | 1959  | 1970 | 1989  | 1998  | 2002  |
| ↗1825 | ↗2133 | ↘834  | ↗889 | ↘875  | ↘859  | ↘811  |
| 2010  |       |       |      |       |       |       |
| ↘735  |       |       |      |       |       |       |

Половой состав
По данным Всероссийской переписи населения 2010 года в гендерной структуре населения мужчины составляли 45,7 %, женщины — соответственно 54,3 %.
Национальный состав
Согласно результатам переписи 2002 года, в национальной структуре населения русские составляли 88 % из 811 чел.

## Инфраструктура
Действуют средняя школа, фельдшерско-акушерский пункт, дом культуры, библиотека, отделение Сбербанка, АТС и отделение связи.

## Улицы
Уличная сеть села состоит из семи улиц.